# 张曙墓
张曙墓，位於中華人民共和國广西壮族自治区桂林市七星区。音樂家张曙及其幼女在中國抗日戰爭時被日軍空襲炸死，葬於涼水井公墓，但其墳墓因工廠建設而遭到毀壞；其後，张曙父女遷葬至桂林七星區，即現時張曙墓的位置。

## 歷史
张曙是一名音乐家，他在中國抗日戰爭期間的1938年12月16日來到桂林，創作支持抗日的歌曲。同月24日，他在文昌門福旺街一所民居裡死於日軍空襲，遇難時手抱幼女达真（幼女的年齡有爭議，碑文提及她已四岁，一說指她為三岁）。张曙遇難的經過有爭議，一種說法指他與妻子出現意见不合，一家人吃午飯時響起空袭警报，他與幼女沒有跟隨妻子躲避，結果遭到炸死；另一種說法指，张曙只顧編修自己的作品，即使空袭警报响起仍拒絕與妻子去防空洞暫避，又因為室外大风而把发烧的幼女留在家裡，最終遇難；也有說法認為，张曙一向不习惯躲避日軍空袭，因而留在家中。
张曙的葬禮由另一位抗日音樂家郭沫若主持及致悼词，並由同樣從事從事抗日宣傳工作的常任侠介紹生平；葬禮完結后，张曙及其幼女的遗体被合葬至將軍橋凉水井公墓，郭沫若為他題寫碑文。及後，凉水井公墓的张曙墓因工厂建设而遭到毁坏，被田汉等人在1942年發現。田汉在抗日戰爭結束、中華人民共和國成立後仍然關注张曙墓的情况，多次打听未果，後來在1956年親自找到张曙墓的断碑；在家属同意下，张曙和女儿被迁葬至桂林七星區灵剑溪（迁葬的具體年份有爭議，一說1956年，一說1957年）。1963年10月，郭沫若重新為张曙墓书寫碑文。

## 外觀
张曙墓坐南朝北，墓外有一面总长11.2米、前宽7.7米、后宽9.5米、高1.2米的装饰围墙，台基有两层。墓呈长方形三层结构，长5米、宽2.78米、通高1.35米，用混凝土建成，表面有红水泥礫石；墓的前方有一個以白水泥製成的花圈浮雕，後方是高1.76米、宽1.67米的长方形墓碑，墓碑嵌上了白色大理石。

## 保護
张曙墓在1966年被列入桂林市文物保护单位，其後在1980年12月獲桂林市文管会维修、並重刻墓碑。2000年7月19日公布为第五批广西壮族自治区文物保护单位。
2012年5月，有民眾發現张曙墓被用作曬藥，墓碑周围铺满不同药材；這是由於张曙墓周邊有不少店铺售賣药用植物，但附近缺乏用作曬藥的平地，這些商家因而把草药拿來张曙墓。此舉被批評是不尊重烈士；文物稽查人員的负责人表示，在墓园晒药是不被允许的，將會在发现情况属实時教育违规民眾。

## 外部連結
- 張曙墓的簡化版3D模型 （页面存档备份，存于）